# Chilly-le-Vignoble
Chilly-le-Vignoble település Franciaországban, Jura megyében. Lakosainak száma 598 fő (2022. január 1.). Chilly-le-Vignoble Courlans, Courlaoux, Frébuans, Gevingey és Messia-sur-Sorne községekkel határos.

## Népesség
A település népességének változása:
| Lakosok száma | 350  | 385  | 375  | 472  | 653  | 668  | 667  | 627  | 607  | 598  |
|               | 1968 | 1982 | 1990 | 2006 | 2013 | 2015 | 2017 | 2019 | 2020 | 2022 |